# Rue du Clos
Ne doit pas être confondu avec Rue du Clos-Feuquières.
La rue du Clos est une voie du 20e arrondissement de Paris, en France.

## Situation et accès
La rue du Clos est une voie publique située dans le 20e arrondissement de Paris. Elle débute au 2 bis, rue Courat et se termine boulevard Davout.

## Origine du nom
Selon Gustave Pessard, elle doit son nom au lieu-dit Clos Réglise renommé alors par son vin.
Selon Jacques Hillairet, son nom est une déformation de « ruelle à Colot ».

## Historique
Cette voie ancienne est dessinée et dénommée « ruelle à Colot » sur un plan terrier du village de Charonne en 1758. 
Elle est classée dans la voirie parisienne par le décret du 23 mai 1863.
La rue se terminait initialement au 58, rue Saint-Blaise. Dans le cadre du grand projet de renouvellement urbain de la ZAC Saint-Blaise, elle est prolongée jusqu'au boulevard Davout afin de rejoindre la nouvelle station de tramway Marie de Miribel de la ligne T3b. Le percement de cette prolongation a nécessité la démolition partielle du 49, rue Saint-Blaise. Le nouveau tronçon a été inauguré le 14 décembre 2013.

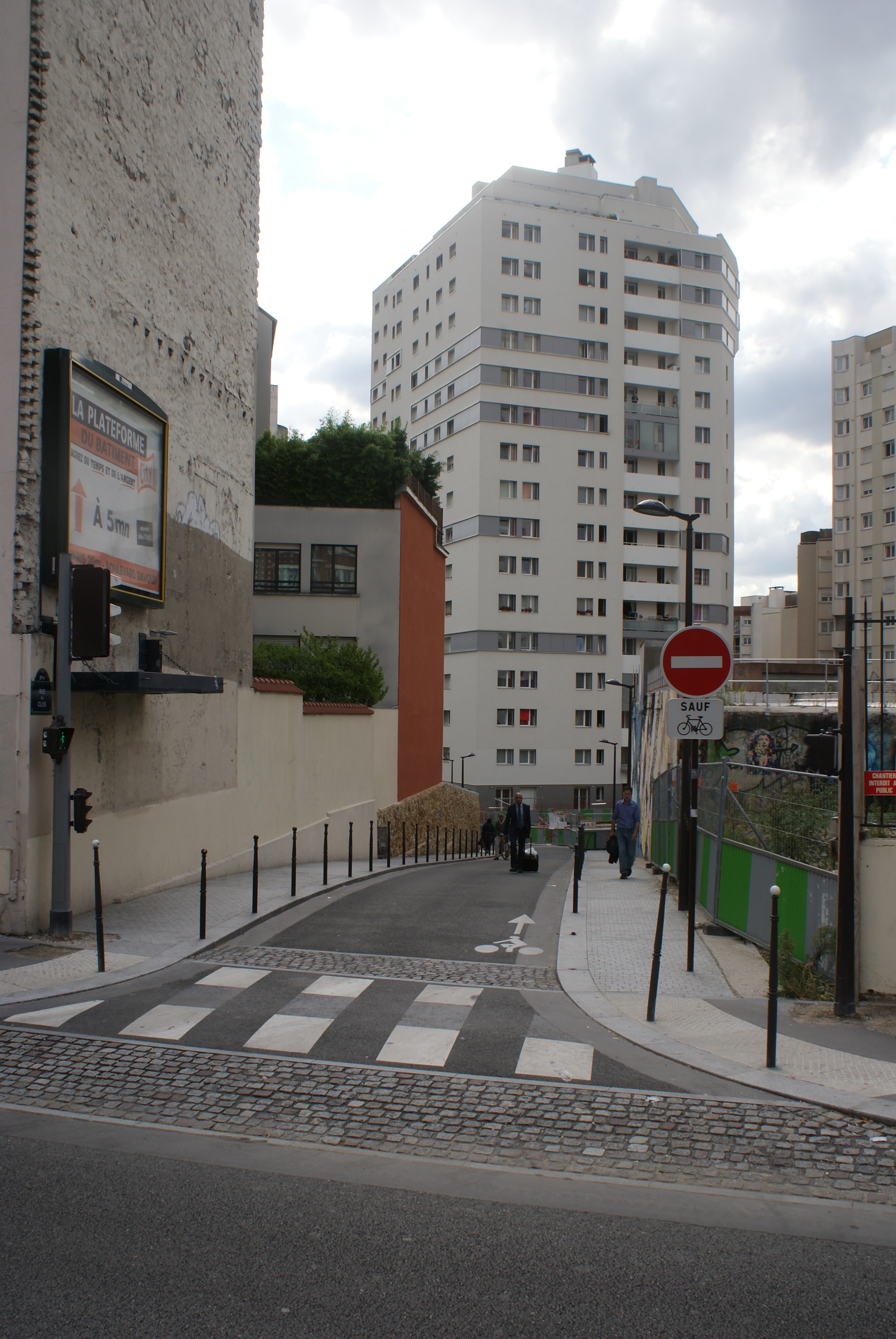
La rue du Clos en 2015 après les travaux de prolongement, au croisement avec le boulevard Davout.
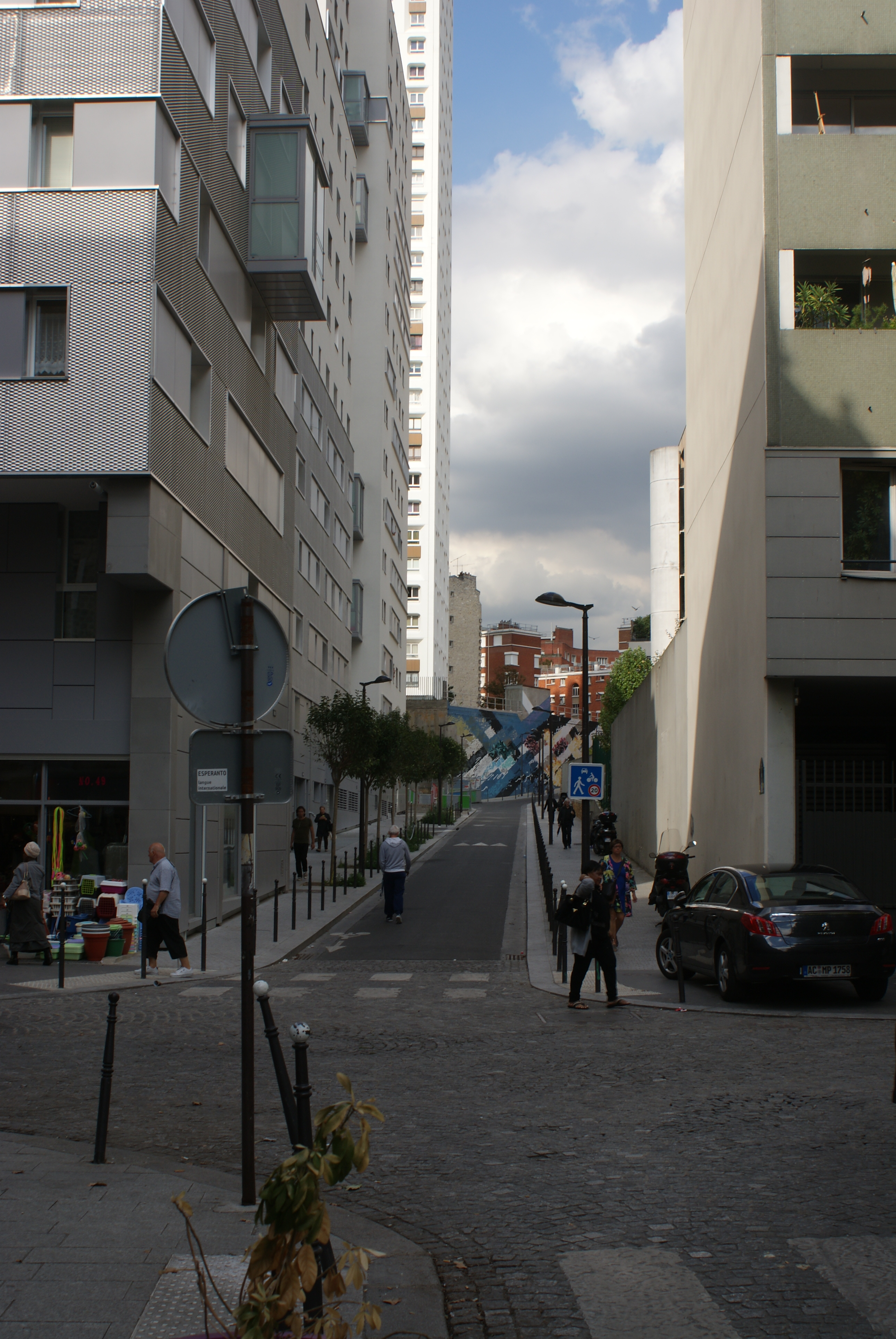
Vue du prolongement en 2015. L'immeuble de gauche est le 49, rue Saint-Blaise, partiellement démoli. Une nouvelle façade a été créée (percement de fenêtres et traitement architectural) donnant sur la rue, contrairement à l'immeuble d'en face qui présente un mur aveugle à la rue.

## Bâtiments remarquables et lieux de mémoire
- No 1 : Fernande Decruck (1896-1954), compositrice de musique classique, y vécut[5].
- No 43 : Théâtre aux Mains nues